# Rafaela (Migaczowa)
Rafaela, imię świeckie Paraskiewa Filippowna Migaczowa (ur. 1883 w Syriencu, zm. 28 lutego 1961 w Piuchtickim Monasterze Zaśnięcia Matki Bożej) – rosyjska mniszka prawosławna, przełożona Piuchtickiego Monasteru Zaśnięcia Matki Bożej w latach 1947-1955.

## Życiorys
Pochodziła z chłopskiej rodziny z Syrienca (Vasknarvy). Ukończyła szkołę parafialną w rodzinnej wsi. W wieku osiemnastu lat wstąpiła do Piuchtickiego Monasteru Zaśnięcia Matki Bożej jako posłusznica. W 1912 została posłusznicą riasoforną, zaś wieczyste śluby mnisze złożyła 1 marca 1925, wtedy też przyjęła imię zakonne Rafaela.
W monasterze pracowała w klasztornym sadzie, śpiewała w chórze, spełniała obowiązki zakrystianki, a następnie dziekanki. W 1946 powierzono jej tymczasowe wykonywanie obowiązków ihumeni. 19 stycznia 1947 w soborze św. Mikołaja i Objawienia Pańskiego w Leningradzie została podniesiona do godności igumeni przez metropolitę petersburskiego Grzegorza. W 1952 patriarcha moskiewski i całej Rusi Aleksy I odznaczył ją prawem noszenia krzyża z ozdobami.
W 1955 odeszła w stan spoczynku na własną prośbę. Pozostała w Monasterze Piuchtickim i tam też zmarła sześć lat później. Została pochowana na cmentarzu monasterskim obok ihumeni Joanny.